# Conquista portuguesa de las Misiones Orientales

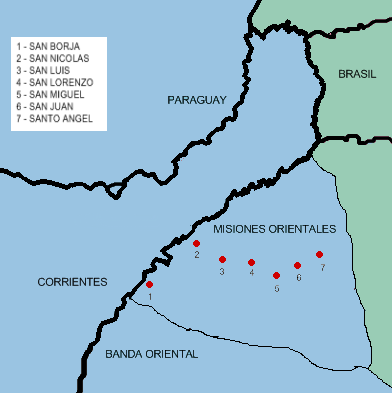
Los siete pueblos de las Misiones Orientales.

La conquista portuguesa de las Misiones Orientales del Uruguay (llamadas en portugués sete povos das Missões) fue el proceso por el cual las antiguas siete Misiones Orientales ubicadas al este del río Uruguay —que habían pertenecido a las misiones jesuíticas guaraníes hasta 1767, fecha en que fueron secularizadas por la corona de España e integradas al virreinato del Río de la Plata a partir de su creación en 1776— fueron ocupadas por la corona de Portugal en 1801. Se sitúan en el noroeste del estado de Río Grande del Sur en Brasil.

## Antecedentes
Hasta la firma del Tratado de San Ildefonso (1777) el territorio perteneciente a la Corona de España al este del río Uruguay llegaba hasta la indefinida línea del Tratado de Tordesillas, que lo separaba de las tierras ubicadas al este que pertenecían a la corona de Portugal. De acuerdo a la opinión española más recurrente esa línea pasaba por la isla Cananéia. Así, el dominio español incluía los territorios ubicados al este del río Uruguay. Pero Portugal situaba a la línea más al oeste del río Uruguay. Para España, todas las tierras al este de ese río quedaban en su jurisdicción: los actuales territorios del estado brasileño de Río Grande del Sur y de la República Oriental del Uruguay. El Tratado de Madrid (1750) había adjudicado a Portugal las Misiones Orientales y otros territorios hasta el río Ibicuy y el río Uruguay a cambio de la Colonia del Sacramento, hecho que dio lugar a la guerra Guaranítica. El tratado quedó sin efecto en 1761 por el Tratado de El Pardo y fue luego reemplazado por el Tratado de San Ildefonso (1777) y el Tratado de El Pardo (1778), que abrogó al de Tordesillas y dejó las Misiones Orientales en manos españolas, aunque a disgusto de Portugal. Los comisarios demarcadores de límites de ambas coronas solo lograron ponerse de acuerdo en el tramo entre el nudo de Santa Tecla y la Guardia de San Martín, difiriendo en la posición de los ríos Piratiní y Pepirí Guazú, por lo que la frontera quedó de facto en las líneas de ocupación efectiva.

## Poblaciones de las Misiones Orientales
Los 7 pueblos de las Misiones Orientales eran los siguientes:
- San Francisco de Borja
- San Luis Gonzaga
- San Nicolás
- San Miguel Arcángel
- San Lorenzo Mártir
- San Juan Bautista
- Santo Ángel Guardián

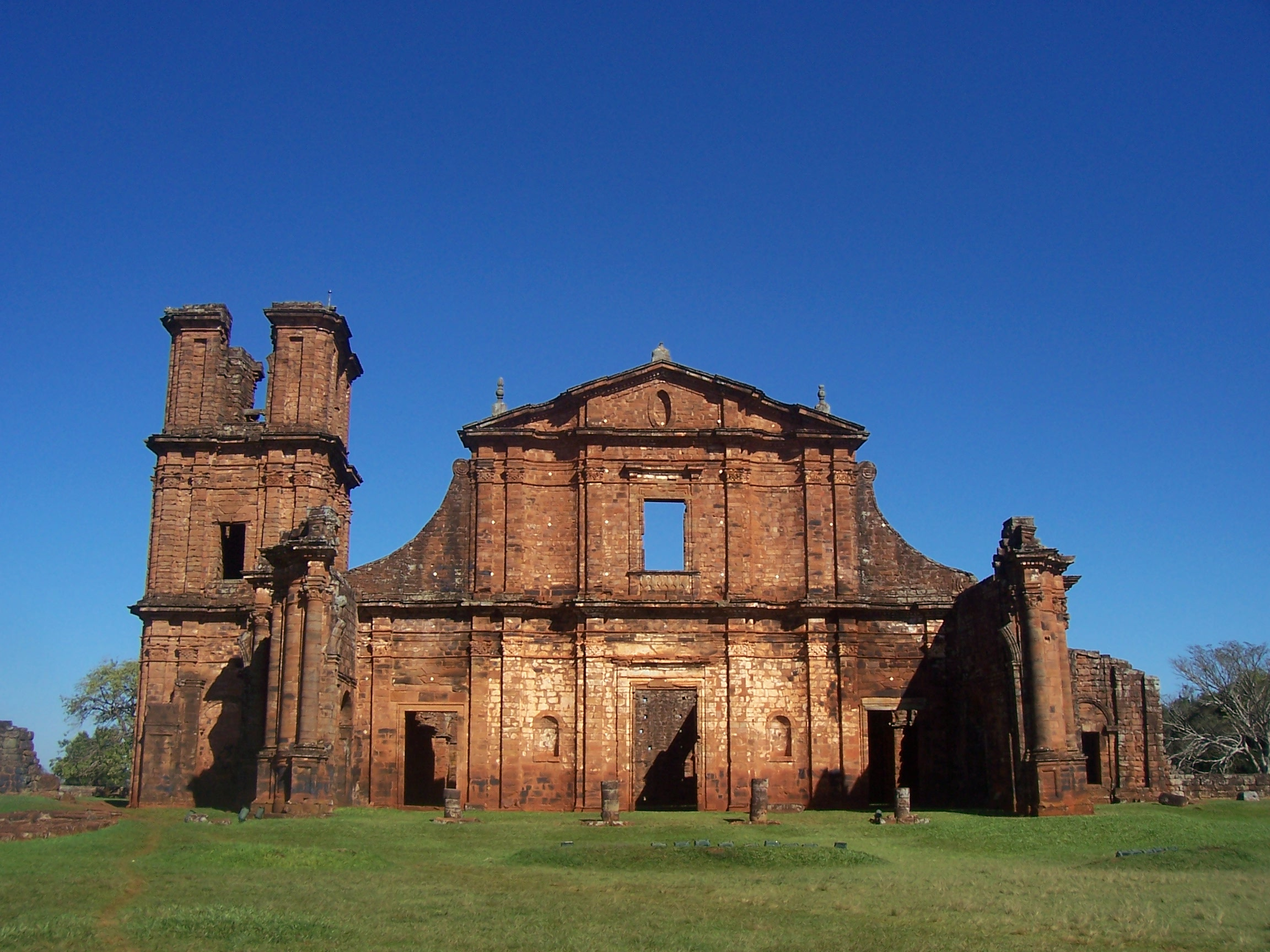
Ruinas de San Miguel.

El pueblo de San Borja dependía del departamento de Yapeyú, extendiendo este departamento su jurisdicción al este del río Uruguay hasta el río Negro por el sur. Los otros seis pueblos formaban el departamento de San Miguel, estando todos ubicados entre el río Uruguay, el Yacuy y el Piratiní.

## La expulsión de los jesuitas
Luego de que el rey Carlos III de España expulsó a la Compañía de Jesús de todos sus dominios entre 1767 y 1768, las Misiones Orientales formaron parte de la gobernación de los Treinta Pueblos de las Misiones Guaraníes, un gobierno militar ubicado en la frontera del luego virreinato del Río de la Plata, que tenía como finalidad frenar cualquier intento de avance de los portugueses en la zona del Río de la Plata.  
El área de las Misiones Orientales incluía además el pueblo de Paysandú y dos pueblos de españoles de reciente fundación ubicados irregularmente en su territorio: San Gabriel de Batoví, fundado por el comandante y naturalista Félix de Azara el 2 de noviembre de 1800 al pie del cerro Batoví; y Belén, fundado el 14 de marzo de 1801. El fuerte de Santa Tecla protegía la frontera junto con una serie de guardias, como la de San Martín.

## Guerra de las Naranjas y Tratado de Badajoz
- Wikisource contiene obras originales de o sobre Tratado de Badajoz (1801).

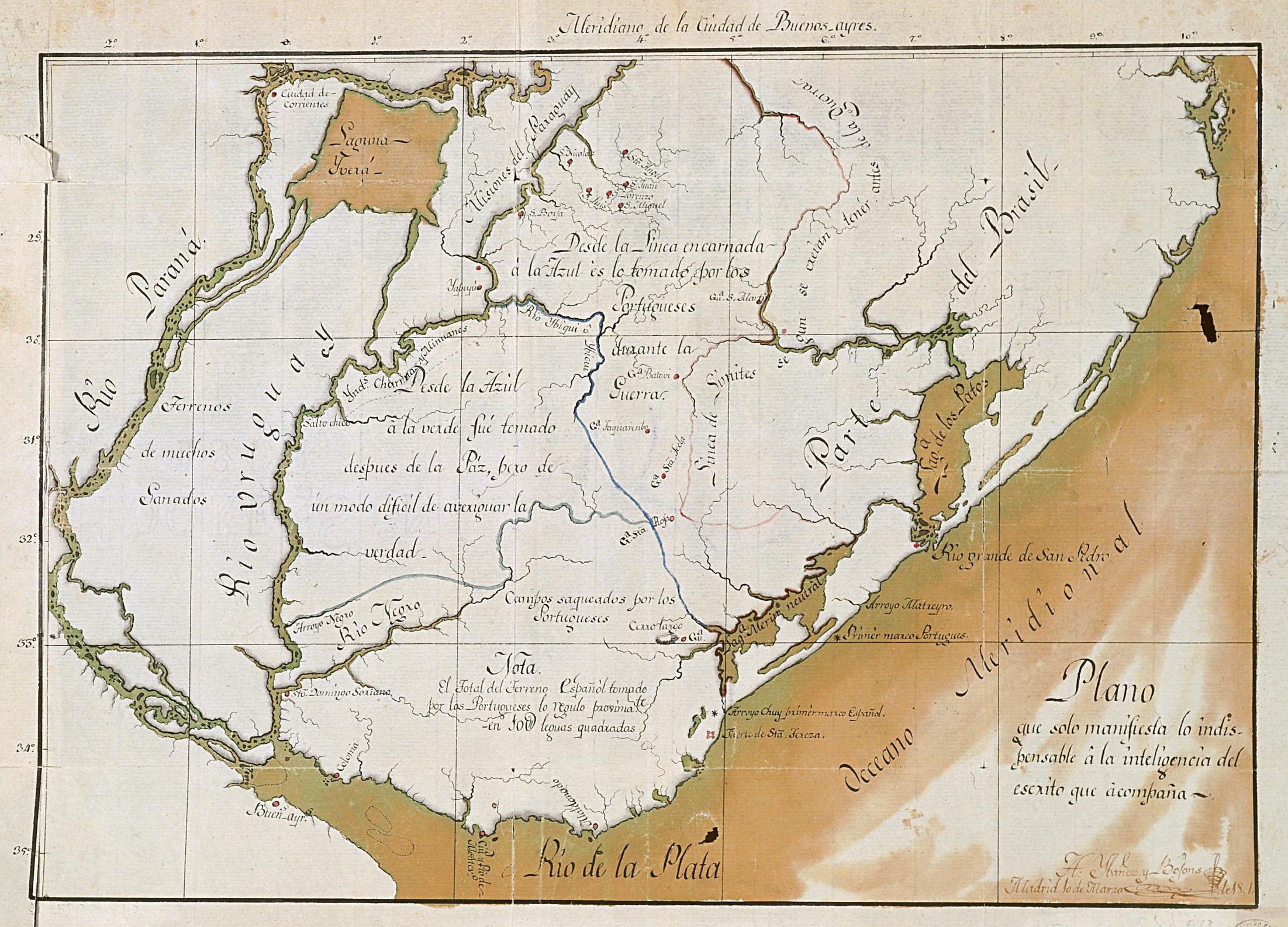
Mapa de las tierras ocupadas por los portugueses en el Virreinato de Buenos Aires durante la Guerra de las Naranjas (1801) hecho por Agustín Ibáñez y Bojons.

El gobierno portugués de Río Grande del Sur aprovechó la nueva situación y continuó adelante con su política expansionista, fundando poblaciones a lo largo de la frontera y aportando soldados. En enero de 1800 fueron creados, con inmigrantes de las islas Azores, los pueblos de Caçapava do Sul y Canguçu.
El 27 de febrero de 1801 España declaró la guerra a Portugal. Auxiliada con tropas de Francia, fuerzas españolas invadieron el territorio portugués de Alentejo el 20 de mayo, iniciando una breve campaña militar denominada guerra de las Naranjas. El 6 de junio de 1801 se firmó el Tratado de Badajoz que puso fin a la guerra:

Artículo N° 1. Habrá paz, amistad y buena correspondencia entre su Majestad católica el rey de España, y su Alteza real el príncipe regente de Portugal y de los Algarbes, asi por mar como por tierra, en toda la estension de sus reinos y dominios: y todas las presas que se hicieren por mar después de la ratificación del presente tratado, serán restituidas de buena fe, con todas las mercaderías y efectos, ó su respectivo valor.

Artículo N° 2. Su Majestad católica restituirá á su Alteza real las plazas y poblaciones de Jurumeña, Arronches, Portalegre, Casteldevide, Barbacena, Campo-mayor y Ouguela, con todos sus territorios hasta ahora conquistados por sus armas, ó que llegaren á conquistarse; y toda la artillería, escopetas y cualesquiera otras municiones de guerra que se hallasen en las sobredichas plazas, ciudades, villas y lugares serán igualmente restituidas según el estado en que estaban al tiempo en que fueron rendidas.

Al ratificar los tratados previos, en relación con España, Portugal reconocía tácitamente el derecho de posesión de la Colonia del Sacramento y de las Misiones Orientales, que ya se había intentado solucionar a través de los tratados de Madrid y de San Ildefonso. El Tratado también estipulaba en su artículo IV que la violación de cualquiera de sus artículos conduciría a su anulación: (...) y si en este ú otro artículo hubiere infracción, se dará por nulo el tratado que ahora se establece entre las tres potencias, comprendida la mutua garantía (...)
Para reforzar Buenos Aires el virrey dispuso el 2 de mayo de 1801 que los destacamentos de fuerzas veteranas de Colonia del Sacramento, de la fortaleza de Santa Teresa y de Santa Tecla se dirigieran a esa ciudad, reemplazándolos por milicias.

## Inicio de las hostilidades
Sin saber que habían cesado ya las hostilidades en Europa, el 15 de junio llegó a Río Grande procedente de San Salvador de Bahía y de Río de Janeiro el bergantín Jupiter con la noticia de la declaración de guerra. Ese aviso había llegado al Brasil en la corbeta portuguesa Andorinha. La información fue confirmada el día 22, por otra embarcación llegada de Pernambuco. Sin haber recibido órdenes del virrey del Brasil, el 4 de julio el gobernador teniente general Sebastião Xavier da Veiga Cabral da Câmara publicó un edicto ordenando que se hiciesen todas las hostilidades que fueran posibles a los españoles. Como no había una declaración de guerra conocida y oficial entre los dos reinos fueron organizadas pequeñas tropas de milicianos, sin uniforme, pero armados por el gobierno, que realizaron los primeros ataques. 
La Comandancia Militar de Río Grande del Sur estaba dividida en dos jurisdicciones separadas por el río Camacuá: al sur la Frontera del Río Grande, con sede en la villa de Río Grande en donde estaba el Cuartel General de la Comandancia Militar; y al norte la Frontera del Río Pardo, con sede en el fuerte Jesús, María, José de Río Pardo, base del Regimento dos Dragões do Rio Grande.
El comandante portugués de la Frontera de Río Grande, coronel Manuel Marques de Sousa (1°) (el 1.º de los varios del mismo nombre), ordenó al sargento mayor de caballería ligera Vasco Pinto Bandeira que atacara las guardias españolas ubicadas entre el río Piratiní y el río Yaguarón (en los actuales municipios brasileños de Piratini y Canguçu): San Sebastián, San José, Santa Rosa, Quilombo y San Antonio de la Laguna. Pinto Bandeira tomó por sorpresa la guardia de Quilombo el 14 de julio, le prendió fuego y luego liberó a la guarnición española. Las fuerzas españolas que protegían las guardias de San José, Santa Rosa y San Antonio de la Laguna, las incendiaron y se retiraron hacia el fuerte de Cerro Largo. Los portugueses avanzaron su campamento de São Joao do Herval hasta las márgenes del Yaguarón, estableciendo el de Nossa Senhora da Conceição.
En la Frontera del Río Pardo los dragones al mando de su comandante coronel Patrício José Correia da Câmara, primer vizconde de Pelotas, conquistaron y destruyeron Batoví el 27 de junio de 1801, retirándose los españoles hacia el fuerte de Cerro Largo (actual ciudad de Melo) y los de la guardia de San Sebastián en el Paso del Rosario del río Santa María (actual Rosário do Sul) hacia el pueblo misionero de San Borja. Los pobladores de Batoví fueron trasladados a 6 kilómetros al este en territorio considerado parte del Brasil. La guardia de San Rafael en el Tacuarembó, fue también evacuada hacia Melo. Pese a las hostilidades, el gobernador de Río Grande declaró la guerra recién el 17 de agosto. 
A mediados de julio Correia da Câmara otorgó patentes de corso para asaltar los establecimientos españoles y arrear su ganado, a Manoel dos Santos Pedroso (el fazendeiro Maneco Pedroso) y a José Borges do Canto. Éste era un desertor portugués que se presentó ante el comandante de Río Pardo y fue perdonado. Se ofreció a liderar una partida de peones para tomar los pueblos misioneros, lo cual le fue concedido. En el camino se le sumaron grupos indígenas con quienes tenían relaciones previas debido al contrabando y que los recibieron como libertadores.

## Conquista de Santa Tecla
El fuerte de Santa Tecla se hallaba cerca de las nacientes del río Negro en el límite de la jurisdicción de la gobernación de las Misiones Guaraníes y la jurisdicción directa de las autoridades de Buenos Aires, cerca de las fronteras avanzadas portuguesas. El 21 de julio de 1801, 300 soldados del Regimento de Cavalaria de Dragões do Rio Grande do Sul al mando del coronel Correia da Câmara, avanzaron hacia el fuerte de Santa Tecla desde la frontera de Río Pardo. Al conocer que serían atacados, la guarnición del fuerte lo abandonó, siendo arrasado por los portugueses (por segunda y definitiva vez), que lograron capturar 6 carretas con pertrechos. El 26 de julio una partida portuguesa se apoderó de 400 caballos y 200 bueyes.

## Conquista de la guardia de San Martín
La guardia de San Martín protegida por 4 dragones fue tomada a mediados de julio de 1801, cuando una partida de 20 peones de la cercana estancia de Manoel dos Santos Pedroso, comandados por éste, la asaltaron. Los peones de Pedroso fueron armados en la cercana Guarda de São Pedro de Passo dos Ferreiros (Santa María) que defendía el campamento de la expedición demarcadora de Santa Maria da Boca do Monte, al mando del capitán del Regimento dos Dragões do Rio Pardo, Francisco Barreto Pereira Pinto.
Parte de la guarnición de 150 milicianos guaraníes que custodiaba la zona se plegó a los invasores y el resto huyó, esto se explica por el desencanto que sufrieron los indígenas durante la guerra Guaranítica en la cual los ejércitos españoles colaboraron decisivamente con los portugueses. Cuando el comandante de la guardia, el sargento de dragones Manuel Pérez, era conducido a Río Pardo fue liberado con sus hombres por un comandante portugués que interceptó a los captores. Luego las fuerzas regulares de Francisco Barreto Pereira Pinto aseguraron la posesión portuguesa de la guardia. Cuando Borges do Canto llegó a San Martín encontró la guardia ocupada por portugueses, por lo que desde ella se lanzó sobre los pueblos misioneros.

## Conquista de los pueblos del departamento San Miguel
El 8 de agosto de 1801 un grupo de 20 irregulares portugueses al mando del comandante Borges do Canto, secundado por el furriel Gabriel Ribeiro de Almeida, atacaron por sorpresa el campamento español de Chuniveri (San Juan Bautista), defendido por José Manuel de las Cañas, quien cayó prisionero quedando 14 soldados españoles muertos. Los 30 españoles estaban construyendo un fortín con ayuda de 300 guaraníes, quienes descontentos con el dominio español, se aliaron a los portugueses. Los portugueses pusieron sitio al pueblo de San Miguel Arcángel, cuyo comandante, Francisco Rodrigo, lo defendía con 200 soldados y artillería y pidió 3 días para entregarse, en espera de los refuerzos retrasados por la crecida del río Pirayú. Luego de un ultimátum de Borges do Canto, Rodrigo se rindió y el pueblo de San Miguel fue ocupado el 10 de agosto. 
Pocos días después conquistaron sin resistencia Santo Ángel, San Luis Gonzaga, San Nicolás y San Lorenzo. El comandante de San Miguel se rindió con su fuerza y se les permitió abandonar el pueblo, llevando incluso la artillería, pero fueron detenidos por una partida procedente de Río Pardo enviada de refuerzo y luego se los volvió a liberar reteniendo los cañones. La creciente del río Uruguay impidió que los portugueses se apoderaran de las misiones al occidente del río.

## Conquista del área costera hasta el Chuy
A las conquistas en el norte, siguió el 12 de septiembre de 1801 la ocupación de la zona de la actual Santa Vitória do Palmar, pasando los arroyos Taim y Albardón que eran la frontera de facto y atacando por sorpresa las guardias del Chuy y de San Miguel, que fueron evacuadas hacia Cerro Largo. La realizó el capitán de milicias Simão Soares da Silva y el teniente de dragones José Antunes de Porciúncula, al frente de 100 milicianos y 36 Dragones de Río Pardo de los campamentos de Tahim y Albardão.

## Reacción española
Un contingente español procedente de Cerro Largo chocó con los portugueses sobre en el Paso de Nuestra Señora de la Concepción en el río Yaguarón (combate del Paso de las Perdices) el 17 de octubre. El capitán Antonio Javier de Azambuja con 200 soldados de caballería de la Frontera de Río Grande derrotó a 160 españoles causándoles 52 muertos y 82 prisioneros. El avance de esa columna española tenía la finalidad de cubrir el avance de otro contingente al mando del teniente coronel José Ignacio de la Quintana, quien con cerca de 600 hombres se dirigía desde Melo a reconquistar las Misiones Orientales, pero 300 dragones portugueses de Río Pardo conquistaron San Borja el 23 de septiembre y rechazaron a De la Quintana obligándolo a retirarse. Los dragones portugueses continuaron hostilizando a la columna de De la Quintana en Batoví, obligándolo a regresar a Cerro Largo. 
Luego de las victorias obtenidas y aprovechando la salida del comandante De la Quintana, los portugueses decidieron atacar la base de operaciones española en Cerro Largo, sede de la Comandancia General de la Campaña de la Banda Oriental, por lo que el 30 de octubre de 1200 portugueses al mando de Manuel Marques de Sousa con 4 cañones cruzaron el río Yaguarón y llegaron hasta el fuerte de Cerro Largo, defendido por 590 españoles. Luego de intercambiar fuego de artillería y de algunos combates, el 31 de octubre los defensores al mando de José Bolaños se entregaron, siendo arrasado el fuerte y la guarnición liberada. El 17 de noviembre el destacamento portugués que quedó en el lugar se retiró hacia el río Yaguarón ante la llegada de fuerzas españolas.
El 5 de noviembre falleció el gobernador de Río Grande del Sur, teniente general Veiga Cabral da Câmara, siendo sustituido en el mando militar y político por el brigadier Francisco Róscio, quien ordenó la concentración de sus fuerzas en el Paso de Nuestra Señora de la Concepción en el río Yaguarón (actual Paso de Centurión). 
El 22 de noviembre Manoel dos Santos Pedroso con 80 irregulares portugueses cruzó el río Uruguay por el Paso de San Lucas y expulsó a 130 soldados españoles acampados allí. El día 24 los españoles contraatacaron con 300 hombres al mando de Spínola, pero fueron rechazados. 
El 23 de noviembre 215 españoles y guaraníes intentaron cruzar el río Uruguay por el Paso de San Marcos como avanzada de una fuerza mayor al mando del capitán Rubio Dulce para intentar la reconquista de San Borja. Borges do Canto y Ribeiro de Almeida reunieron sus fuerzas al mando de este último con 110 hombres y con una maniobra envolvente rechazaron el ataque en Apóstoles, barra del río Icamacuá, resultando 60 muertos y 70 prisioneros del lado español contra 3 muertos del portugués. El 29 de noviembre 100 españoles y 80 indígenas con 2 cañones fueron rechazados en San Borja cuando intentaron por segunda vez reconquistar el pueblo.
El virrey Joaquín del Pino en Buenos Aires convocó las milicias de las regiones cercanas, que se dirigieron a la capital del virreinato. El 21 de noviembre llegó a Cerro Largo una fuerza española de 400 hombres procedente de Montevideo al mando del subinspector general Rafael de Sobremonte, que sumó a los capitulados del fuerte que se retiraban y se reinstaló en Melo. Sobremonte envió sus fuerzas al Paso de Nuestra Señora de la Concepción el 30 de noviembre, a lo que respondieron los portugueses enviando allí 500 hombres el 5 de diciembre, provenientes de Taim y Albardón. Ese día, Sobremonte envió un ultimátum de 24 horas al coronel Manuel Marques de Sousa, para que evacúe la región, que fue rechazado en los términos:

Que nem 2400 anos conseguiriam desalojá-lo do local. E que tentassem para confirmar!.

El 10 de diciembre de 1801 llegaron al paso 400 dragones y milicianos de Río Pardo al mando de Correia da Câmara, por lo que el 13 de diciembre Sobremonte ordenó la retirada hacia Cerro Largo ante el peligro de ser batido. El 17 de diciembre se conoció en Río Grande la paz firmada en Europa y el día 20 Correia da Câmara retornó a Río Pardo ante la sospecha del avance de una nueva división española hacia las Misiones Orientales.

## Hostilidades en el alto Paraguay
El fuerte de Coímbra, cercano a Corumbá, fue atacado por una expedición de cuatro escunas y dos canoas con 600 hombres, al mando del gobernador del Paraguay, Lázaro de Ribera. El forte Novo de Coimbra estaba entonces guarnecido con apenas 42 hombres al mando del teniente coronel Ricardo Franco d'Almeida Serra, junto con 60 civiles, que resistieron un cerco de diez días, del 16 al 25 de septiembre de 1801).
La expedición llegó al fuerte el día 16, siendo recibida a cañonazos. Al día siguiente, los españoles intentaron un desembarque en la punta superior del fuerte, pero la artillería portuguesa rechazó a las milicias paraguayas. El día 19 atacaron por el otro lado infructuosamente, al día siguiente se apoderaron de comestibles, sin consecuencias para los defensores. El 24 de septiembre, con sus fuerzas reorganizadas, los españoles intentaron un último esfuerzo, nuevamente sin éxito, y se retiraron el 25 de septiembre sin poder tomar el fuerte.
En represalia por el ataque a Nova Coimbra, en enero de 1802 por orden del gobernador del Mato Grosso, Caetano Pinto de Miranda Montenegro, el comandante portugués del fuerte de Miranda, Francisco Rodrigues do Prado, avanzó por el valle del río Mondego con 54 hombres tomó y arrasó el fuerte de San José, ubicado en la margen sur del río Apa, el cual estaba defendido por 100 hombres al mando del capitán Juan Caballero. El ataque permitió fijar la frontera definitivamente en ese río. Un territorio que el Paraguay pretendió recuperar durante la guerra de la Triple Alianza.

## Guerra naval
Barcos españoles atacaron en corso a barcos portugueses en las costas del Brasil. El 17 de agosto de 1801 la sumaca portuguesa Ilha Raza fue abordada cerca de la isla Cananéia por el barco corsario español Galinho (o Saramanbí, exportugués unido a España).

## Anulación del Tratado de Badajoz
España reclamó oficialmente el 5 de julio de 1802 la entrega de los territorios ocupados, repitiendo la reclamación el 3 de agosto. El rey portugués aceptó restablecer las fronteras previas a la guerra, pero reclamó la devolución del territorio de Juromenha en la margen izquierda del río Guadiana. Tras la batalla de Trafalgar en 1805, en que franceses y españoles perdieron frente a Gran Bretaña, el gobierno de Portugal restauró las relaciones con los británicos, sus antiguos aliados. Esto llevó a la guerra Peninsular, por lo que Francia declaró cancelado el Tratado de Badajoz, marchando contra Portugal de nuevo entre 1807 y 1810. Por el lado portugués, el príncipe regente Juan VI de Portugal, ya llegado al Brasil, declaró unilateralmente nulo el Tratado el 1 de mayo de 1808, perdiéndose para España los siete pueblos y once estancias al este del río Uruguay que habían permanecido en poder portugués.

## Organización del territorio conquistado
Con el territorio de las Misiones Orientales entre el río Uruguay al oeste y el río Ibicuy al sur, Portugal creó el Distrito de Misiones, incorporado a la capitanía de San Pedro del Río Grande del Sur, con sede en Río Grande. En 1808 pasó a ser comandancia militar de Misiones.

## Breve reconquista
Luego de la ocupación portuguesa hubo breves períodos de reconquista de las Misiones Orientales por parte de los estados sucesores de España en la región. Entre 1810 y 1820, el comandante guaraní Andrés Guazurarí (1778-1821) llegó a recuperar el control de gran parte del territorio ocupado. 
Durante el transcurso de la guerra del Brasil, librada entre las Provincias Unidas del Río de la Plata y el Imperio del Brasil entre 1825 y 1828, las tropas al mando de Fructuoso Rivera las ocuparon por un breve período. Luego de la guerra del Brasil los 7 pueblos quedaron definitivamente incorporados a Brasil.

## Consecuencias territoriales

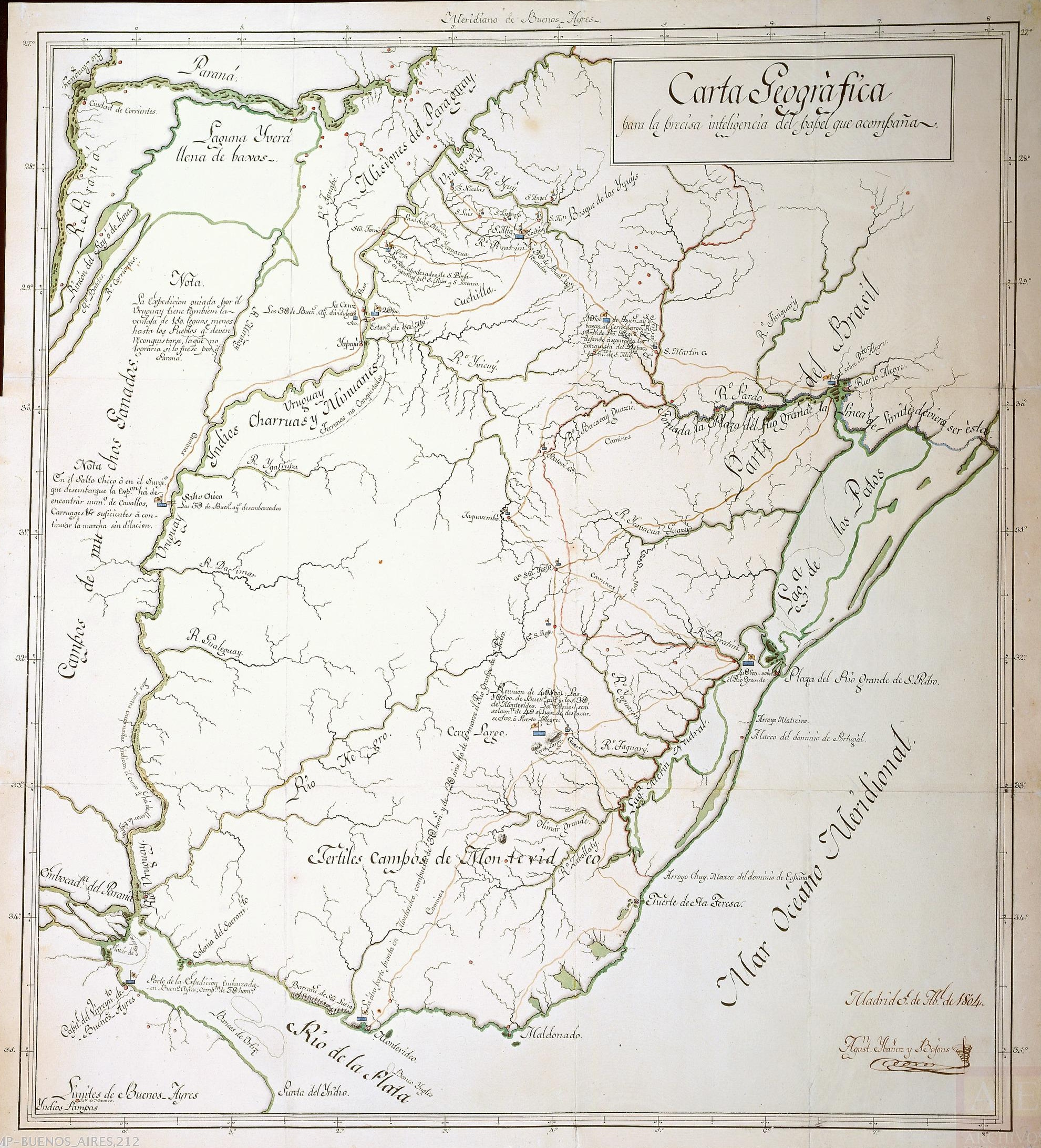
Mapa del plan de operaciones propuesto para recuperar las tierras ocupadas por los portugueses del Brasil en el Virreinato de Buenos Aires durante la Guerra de las Naranjas (1801) hecho por Agustín Ibáñez y Bojons.

El avance portugués durante esta guerra hizo avanzar su frontera conquistando los siguientes territorios:
- Los 8 pueblos de las Misiones Orientales;
- El área entre los ríos Piratiní y Yaguarón;
- La margen izquierda del río Santa María hasta la línea del Tratado de San Ildefonso;
- El área costera entre los arroyos Taim y Chuy.

Esas áreas corresponden a los actuales municipios de: São Borja, Santiago, São Luiz Gonzaga, Santo Ângelo, Entre-Ijuís, São Miguel das Missões, Santa Vitória do Palmar, Jaguarão, Arroio Grande, Pedro Osório, Herval, Pinheiro Machado, Bagé, São Gabriel, y la parte de Dom Pedrito en la margen derecha del río Santa María.
Los límites actuales del estado de Río Grande del Sur fueron alcanzados en 1811 durante la Invasión portuguesa de 1811, por lo que a fines de 1801 la única región que restaba conquistar por los portugueses era el territorio conocido como Entre Ríos, entre los ríos Uruguay, Cuareim, Ibicuy y Santa María, correspondiente a los actuales municipios de Uruguayana, Alegrete, Quaraí, Santana do Livramento, Rosário do Sul y el resto de Dom Pedrito. A partir de 1801 esta zona quedó de hecho como tierra de nadie debido a que no se situaron fuerzas españolas permanentes en ella y las partidas portuguesas avanzaron hasta el río Arapey. Los avances portugueses fueron detenidos desde el combate de la horqueta del arroyo Yarao (o combate de Jarau), ocurrido el 1 de noviembre de 1804, cuando fuerzas portuguesas de caballería al mando del alférez Francisco Barreto fueron derrotadas por una partida de blandengues de Montevideo y dragones al mando del teniente José Rondeau. Barreto, aliado con los charrúas, fue desalojado de las sierras del Yarao al norte del río Cuareim. Este combate fue el último enfrentamiento hispano-portugués en Sudamérica, ya que ese año el virrey interino Sobremonte y el brigadier Manuel Marques de Sousa pactaron tácitamente un status quo en la frontera. La línea limítrofe quedó provisionalmente fijada desde la laguna Merín, siguiendo por el río Yaguarón, las nacientes del río Negro y las del Piraí, el río Santa María y luego por el río Ibicuí hasta remontar el río Uruguay. Pese al pacto, vaqueadores portugueses continuaron realizando avances hasta el río Cuareim.